# Гейкинс, Арийс
Арийс Гейкинс (латыш. Arijs Geikins; 14 февраля 1936 — 10 февраля 2008) — советский и латвийский актёр, режиссёр и драматург. Заслуженный деятель искусств Латвийской ССР (1988).

## Биография
Арийс Гейкинс родился 14 февраля 1936 года в Риге. Отец — автомобильный техник, мать — учительница.
Окончил Елгавскую вечернюю среднюю школу (1955), театральную студию Художественного театра им. Я. Райниса (1962), режиссёрский факультет Государственного института театрального искусства в Москве (1969).
Работал актёром в Лиепайском государственном театре (1963—1964). Дебютировал в роли Петериса в спектакле Арвида Жилинского и Элины Залите «В краю голубых озёр».
Был режиссёром Государственного театра юного зрителя Латвийской ССР, Лиепайского государственного театра, Валмиерского театра драмы им. Л. Паэгле.
Был автором пьес с успехом шедших на сцене латвийских театров. Опубликовал роман о театре, названный по имени героя «Первый сезон Рихарда Буша» (1998). Руководил работой Студенческого театра и Народного театра Дома культуры Рижского электромеханического завода.
В кино дебютировал в 1960 году в фильме режиссёра Василия Левина «Сильнее урагана», снятом на Одесской киностудии.
Погиб 10 февраля 2008 года в результате несчастного случая. Похоронен в Риге на Лесном кладбище.

## Признание и награды
- Заслуженный деятель искусств Латвийской ССР (1988)

## Творчество

### Режиссёрские работы

#### Государственный театр юного зрителя Латвийской ССР
- 1967 — «Замок охотника» Хария Гулбиса
- 1970 — «Девочка и апрель» Тамары Ян
- 1990 — «Белый лебедь» Юхана Стриндберга

#### Художественный театр им. Я. Райниса (Театр Дайлес)
- 1978 — «Метель» Ария Гейкинса (совместно с Юрисом Стренгой)
- 1993 — «Хозяин» Ария Гейкинса

#### Лиепайский государственный театр
- 1980 — «Иногда в Гаую бросают спички» Е. Ансонса

#### Драматический театр им. А. Упита (Национальный театр)
- 1987 — «Игрушка Феба» Ария Гейкинса

#### Валмиерский драматический театр
- 1994 — «Осенняя соната» Ингмара Бергмана
- 1994 — «Номер в отеле Плаза» Нила Саймона
- 1995 — «Угольное сердце» Ария Гейкинса

### Фильмография
- 1960 — Сильнее урагана
- 1966 — Саша-Сашенька — папа
- 1975 — Мой друг — человек несерьёзный
- 1976 — Семейная мелодрама — руководитель хора
- 1976 — В тени меча — Дудиниекс
- 1976 — Под опрокинутым месяцем — боцман
- 1979 — Незаконченный ужин —  Эдвардсон
- 1979 — Всё из-за этой шальной Паулины — Фредис
- 1981 — Игра — Гатис
- 1981 — Долгая дорога в дюнах — Аболтыньш
- 1980 — Три дня на размышление — собутыльник
- 1982 — Таран — официант
- 1982 — Личная жизнь Деда Мороза — Антон Тышла
- 1983 — Мираж — тренер боксёрской команды
- 1983 — Каменистый путь — эпизод
- 1985 — Проделки сорванца — эпизод
- 1985 — Двойной капкан — Пуриньш
- 1986 — Чичерин — Хольман
- 1993 — Красная жара — профессор
- 2002 — Горсть пуль — Николай
- 2004 — Красная капелла — Этьен Бернье, бывший директор приюта
- 2005 — Уоллис и Эдуард — архиепископ